# Solimano (Hasse)
Solimano ist eine Barockoper in drei Akten nach dem Libretto Solimano von Giovanni Ambrogio Migliavacca, die von Johann Adolph Hasse erstmals vertont wurde. Hasses Opera seria (originale Genrebezeichnung Dramma per musica)  wurde 1753 in Dresden uraufgeführt.

## Das Libretto
Das Libretto der Oper stammt von Giovanni Ambrogio Migliavacca. Es war sein erstes Libretto, das er schrieb, nachdem er 1752 auf Empfehlung Metastasios als Hofpoet am Hof der Sächsischen Kurfürsten berufen worden war.

## Handlung
Die Handlung dreht sich um die historische Person von Süleyman I. „den Prächtigen“ (italienisch: Solimano). Gleichnamige spätere Opern beruhen auf derselben Entwicklung wie in der hier geschilderten Erstfassung für Hasse. Die Namen und Funktionen einiger Rollen sind die markantesten Veränderungen. Die Texte der Rezitative und Arien unterscheiden sich kaum von denen der Erstversion.
Die Handlung spielt im Feldlager der osmanischen Armee, in der Nähe von Babylon.

### Erster Akt
Selim, Sohn Sultan Solimans, kehrt siegreich vom Heerzug gegen die Perser ins Feldlager zurück. Unter den mitgebrachten Gefangenen befinden sich die persischen Prinzessinnen Narsea und Emira. Selim verliebt sich in Narsea, sein Halbbruder Osmin in Emira.
Das Glück der vier wird jedoch abrupt beendet, als ihr Vater Soliman erscheint. Ihm ist von Rustem, dem Großwesir, eingeflüstert wurde, dass Selim plane, ihn, seinen Vater, zu entmachten und gar zu töten. Darüber hinaus macht man ihm zum Vorwurf, dass er den Schah von Persien absichtlich entkommen gelassen habe und mit ihm Frieden schließen wolle. Trotz eines Beschwichtigungsversuches seitens Acomates, lässt Soliman seinen Sohn wegen Hochverrats ins Gefängnis werfen. Prinz Selim selbst kommt nicht zu Wort.

### Zweiter Akt
Acomates und auch Narsea versuchen, erneut vergeblich, die Unschuld des Prinzen zu beweisen. Auch Osmin möchte seinem Bruder helfen, was Selim aber erst akzeptiert, als er schwört, nur Emira, nicht aber Narsea, zu lieben. Der Sultan verlangt von Selim und von Narsea unter Androhung der Todesstrafe, dass sie von ihrer Liebe lassen. Als Narsea und Selim schweren Herzens voneinander Abschied nehmen, um Soliman nicht weiter zu erzürnen, betritt auch dieser die Szene, ist gerührt von soviel Zuneigung und verspricht, den beiden zu verzeihen. Jedoch sind beide nicht von diesem Versprechen überzeugt.

### Dritter Akt
Dem Sultan wird vom machthungrigen Großwesir Rustem ein gefälschter Brief zugeleitet, der beweisen soll, dass Selim mit dem Schah von Persien, Tacmantes, verhandele und somit des Hochverrats schuldig ist. Darauf erlässt Soliman das Todesurteil für seinen Sohn. Als er es Rustem übergibt, gelingt es Acomates, es an sich zu nehmen. Er weiß, dass aufgrund dessen, dass ihr glorreicher Führer Selim ins Gefängnis geworfen wurde, inzwischen die Soldaten rebellieren.
Nun kommt auch heraus, dass eben Wesir Rustem und die Sultanin die Intrige gegen Selim gesponnen haben, um ihrem Sohn Osmin die Herrschaft zu sichern. Als Osmin dem Sultan gesteht, dass der Brief, der die Schuld Selims beweisen soll, eine Fälschung sei, ist dieser entsetzt.
Inzwischen ist auch das Heer vor dem Sultanspalast aufmarschiert. Gleichzeitig erscheinen Acomates und der von ihm aus dem Gefängnis befreite Selim. Letzterer wird von den Soldaten freudig begrüßt. Selim und sein Vater sprechen sich aus, Großwesir Rustem wird aus den Diensten des Sultans entlassen und Acomates zu seinem Nachfolger ernannt. Selim und Narsea sowie Osmin und Emira fallen sich in die Arme und sind glücklich.

## Die Uraufführung in Dresden
Die prächtige, viel beachtete Uraufführung fand am 5. Februar 1753 am Dresdner Zwinger-Hoftheater statt. Dabei waren die einzelnen Rollen wie folgt besetzt:
- Angelo Amorevoli (Solimano)
- Angelo Maria Monticelli (Selimo)
- Teresa Albuzzi-Todeschini (Narsea)
- Bartolommeo Puttini (Osmino)
- Caterina Pilaja (Emira)
- Giuseppe Belli (Acomate)
- Pasquale Bruscolini (Nicandro)
- Anton Fürich (Rusteno)

Die Aufführung setzte in vielen Dingen Maßstäbe, belastete aber auch die Staatskasse nicht gering. Dennoch gab es nach der Premiere noch zwölf Vorstellungen (jeweils montags, mittwochs und freitags), die offensichtlich alle mehr als ausverkauft waren. Nach Fürstenau „mietheten sich Damen vom Hofe“ noch bei der zwölften Vorstellung „Schweizergardisten, um bis zu ihrer Ankunft Plätze besetzt zu halten, worüber sich dann die Stadtdamen nicht wenig aufhielten“ (=erregten).
Für Bühnenbild und Ausstattung zeichnete der berühmte Giuseppe Galli da Bibiena verantwortlich, der generell durch pompöse Ausstattungen von sich reden machte. Offensichtlich konnte er für Solimano aus dem Vollen schöpfen.
Der geografische Hintergrund trug natürlich noch mehr zu Ausschweifungen bei – und Galli-Bibiena ließ offensichtlich kein Stereotyp aus und malte dem Dresdner Hof üppig aus, wie sie sich einen türkischen Sultan, seinen Hof samt Soldaten und Höflingen sowie persische Prinzessinnen und orientalische Pracht vorzustellen habe. Bibienas Bühnenbilder wurde besonders gelobt, namentlich die „Schlußverwandlung, welche »das türkische Lager bei nächtlicher Beleuchtung am Tigris, auf dem viele Schiffe zu sehen waren, mit der Ansicht Babylons« darstellte“.
Nicht minder gefielen die Ballets, welche Pitrot arrangiert hatte. „Zwischen jeder Haupthandlung wurden von denen Königl. Täntzern die allerinventieusesten Täntze vorgestellet, welche die Augen derer hohen und niedern Zuschauer in Bezauberung gleichsam setzen, indem deren Täntzer und Täntzerinnen Bewegungen, Sprünge, Figuren und Geschwindigkeit, auch Artigkeit nur zu admiriren“, deren Ausführung zudem noch in jeder der dreizehn Vorstellungen noch dazu verändert wurde. „Am Schlusse der Oper trat Pitrot als Bassa mit einem großen Gefolge auf; dabei erschienen vier große, »von närrisch gekleideten lustigen Zwärgen« geführte Elefanten mit Thürmen, auf deren jedem sich 2 Tänzer und 2 Tänzerinnen befanden, die »mit bewunderungswürdiger Geschwindigkeit« herabstiegen »und durch besonderes Tantzen der Opera allezeit nach 8 Uhr ein vergnügtes Ende« machten.“
Die in dieser Tanzeinlage genannten Elefanten waren Attrappen. Aber es gab auch richtige Elefanten auf der Bühne – und viele andere echte Tiere, insbesondere beim Einzug Selimos, der siegreich und mit zahlreicher Beute aus dem Krieg mit Persien heimkehrt, im 1. Akt (Szene 1/VII), „welcher wirklich zu Pferde geschieht und außer denen ungemein kostbar angelegten Türckischen und Persianischen Pferden, auch verschiedene andere lebendige Thiere, als Elephanten, Cameele und Dromedaires (sic), so insgesamt der Königl. Stall hierzu gegeben, nach Asiatischen Gebrauch, aufs prächtigste ausgeputzt, mit im Gefolge hat“ usw.
Hinzu kam ein ebenso zahlreiches Komparsen-Personal. „Es gab da von Solimans Gefolge: »Bassen, Veziers und andere adelige Wachen, Leibwachen oder Bogenschützen, sogenannte Solachi, Edelknaben oder sogenannte Icogliani, Gesetzausleger oder sogenannte Imams«, Mohren als Edelknaben bei Narsea und Emira; in Selims Gefolge erschienen: »Aga und Baßen zu Pferde, persianische Gefangene beiderlei Geschlechts, Sclaven und Mohren, Feldmusik, Janitscharen oder Wache zu Fuß, Spadis oder Wache zu Pferde«. Noch kamen vor: »Soldaten aus verschiedenen asiatischen und europäischen Orten mit ihren Baßen, Officieren und andern zur Feldmusik nöthigen Personen, Pauken, Trommeln, Fahnen, Roßschweifes etc., die anfangs in zween Haussen getheilet sind, sich aber hernach mit den Janitscharen vereinigen, und das gantze Ottomanische Heer ausmachen«.“
Neben Bühnenbild- und Ausstattungssuperlativen stellen Originalberichte die Leistungen der Instrumentalsolisten und des Orchesters heraus. Insbesondere gelobt wird der Oboist Besozzi in der großen Arie des Selimo (Recit. obl. Aria, Andante C-Dur). Der schon erwähnte „Deutschfranzos“ Johann Christian Trömer dichtete dazu: „Der Mann mit Hautbois er woll’ die Leute zeigen, Wie mit sein Athem er kann biß in Wolken steigen.“

## Moderne Aufführungen
Eine moderne Wiederaufführung der Urfassung erfolgte im Rahmen der Innsbrucker Festwochen für Alte Musik im August 1997 statt. Es musizierten das Collegium Vocale und Concerto Köln unter musikalischer Leitung von René Jacobs. Die Aufführung vom 16. August 1997 wurde vom ORF live im Radio übertragen. Bei der Innsbrucker Aufführung waren die einzelnen Rollen wie folgt besetzt:
- Solimano: Thomas Randle
- Selimo: Iris Vermillon
- Osmino: Stephen Wallace
- Narsea: Judith Howarth
- Emira: Graciela Oddone
- Acomate: Juan José Lopera
- Rusteno: Christopher Maltman